# Telescopio catadiottrico

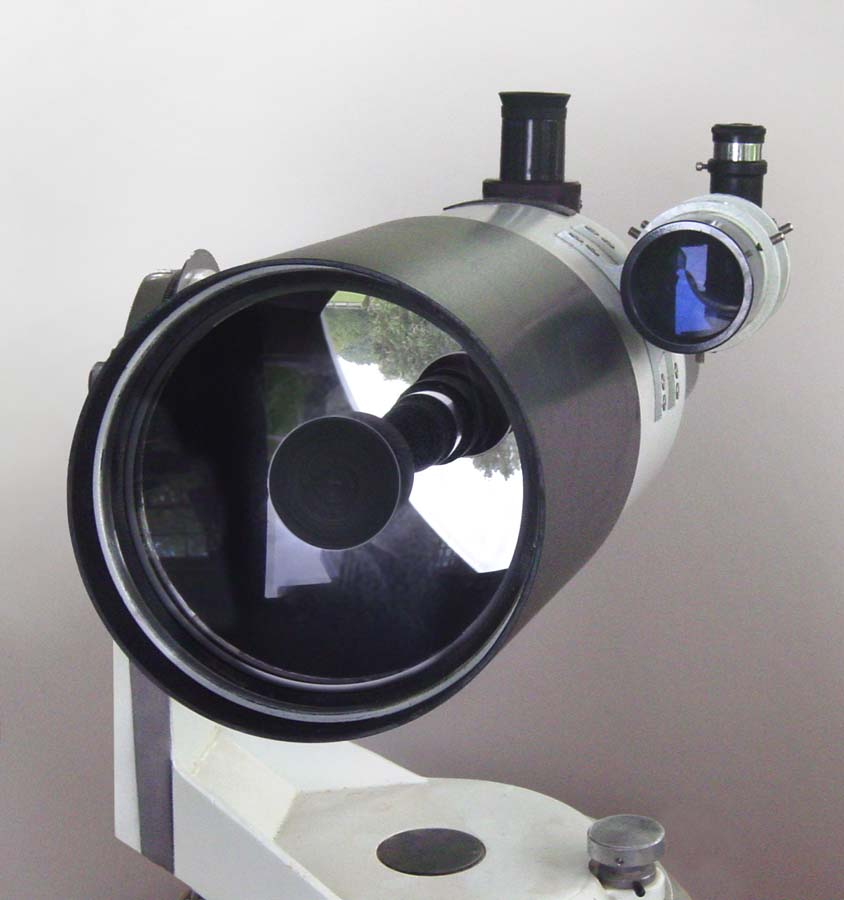
Un telescopio catadiottrico

Il telescopio catadiottrico è un tipo di telescopio che si basa su un sistema ottico costituito da specchi e lenti. In tale telescopio, che può quindi essere definito come un ibrido tra un telescopio rifrattore, che si avvale di lenti, e un telescopio riflettore, basato su specchi, vengono sfruttati entrambi i principi della rifrazione e della riflessione della luce.
Un tale sistema ottico fu ideato da Bernhard Schmidt che pensò di anteporre allo specchio su cui giungono i raggi luminosi una lente correttiva a superficie asferica, in modo da ridurre il fenomeno delle aberrazioni ottiche che va ad influire negativamente sulla qualità finale dell'immagine. Schmidt applicando tale sistema inventò nel 1930 il telescopio Schmidt, utilizzato per ottenere fotografie ad ampio campo e al contempo a ridotte aberrazioni.